# Брок (гміна)
Гміна Брок (пол. Gmina Brok) — місько-сільська гміна у центральній Польщі. Належить до Островського повіту Мазовецького воєводства.
Станом на 31 грудня 2011 у гміні проживало 2921 особа.

## Площа
Згідно з даними за 2007 рік площа гміни становила 110.21 км², у тому числі:
- орні землі: 20.00%
- ліси: 71.00%

Таким чином, площа гміни становить 9.00% площі повіту.

## Населення
Станом на 31 грудня 2011:
| Опис     | Загалом | Загалом | Чоловіки | Чоловіки | Жінки | Жінки |
| -------- | ------- | ------- | -------- | -------- | ----- | ----- |
| одиниця  | осіб    | %       | осіб     | %        | осіб  | %     |
| все      | 2921    | 100     | 1466     | 50.19    | 1455  | 49.81 |
| міське   | 1975    | 100     | 977      | 49.47    | 998   | 50.53 |
| сільське | 946     | 100     | 489      | 51.69    | 457   | 48.31 |

## Сусідні гміни
Гміна Брок межує з такими гмінами: Браньщик, Малкіня-Ґурна, Острув-Мазовецька, Садовне.